# Hydnum molluscum
Hydnum molluscum é uma espécia de fungo pertence à família Hydnaceae.